# Bataille de Wenden
Pour les articles homonymes, voir Wenden.
Guerre d'indépendance de l'Estonie,
Guerre d'indépendance de la Lettonie
La bataille de Wenden, ou de bataille de Cēsis (letton : Cēsu kaujas, estonien : Võnnu lahing), est un affrontement qui a eu lieu à Cēsis (en allemand Wenden) en juin 1919 et qui constitue un tournant de la Guerre d'indépendance de l'Estonie et de la Guerre d'indépendance de la Lettonie. Après des affrontements violents, les forces estoniennes assistées d'une brigade lettone réussissent à repousser les attaques allemandes et déclenchent une contre-offensive qui parvient à repousser les forces allemandes.

## Contexte
La Lettonie est jusqu'au déclenchement de la Première Guerre mondiale une province de l'Empire russe. À la suite de l'éclatement de l'Empire Russe et de la défaite allemande et de l'armistice qui s'ensuit le 11 novembre 1918, les partis lettons se réunissent et déclarent l'indépendance de la Lettonie le 18 novembre. Karlis Ulmanis est nommé chef de gouvernement. Le gouvernement bolchévique qui a pris le pouvoir en Russie réagit immédiatement à la défaite allemande : les tirailleurs lettons ralliés à la cause bolchévique envahissent la Lettonie  et occupent rapidement la Latgale et la Livonie. Les bolchéviques proclament le 17 décembre 1918 la République soviétique de Lettonie sous la présidence de Pēteris Stučka. Le gouvernement d'Ulmanis qui s'est réfugié à Libau, dernière enclave à ne pas être occupée par les bolchéviques, ne dispose début janvier que de 300 hommes à opposer à l'Armée rouge. Il décide, contre l'avis d'une partie du Conseil National, de faire appel aux Allemands en promettant la nationalité lettone et des terres aux volontaires. Ceux-ci sont nombreux et renforcés par des unités de l'armée allemande en déroute forment la Division de fer, constituée pour repousser les forces bolchéviques ; ils sont rejoints par la Baltische Landeswehr qui rassemble des Germano-Baltes. Les effectifs de ces deux unités atteignent 10 000 hommes. Le général allemand Rüdiger von der Goltz prend leur tête et chasse les troupes bolchéviques de la Courlande et de la Zemgale tandis qu'un bataillon letton de 1 600 hommes, qui avait jusque-là été coupé du gouvernement provisoire par l'avancée de l'Armée rouge, fait reculer celle-ci au nord de la Daugava avec l'aide des troupes estoniennes avec lesquelles une alliance a été passée. Mais Rüdiger von der Goltz et les barons germano-baltes, appuyés en sous-main par le nouveau gouvernement allemand décident de renverser le gouvernement provisoire letton et mettent en place un gouvernement fantoche dirigé par le pasteur Andrievs Niedra prélude d'un état dirigé par des germanophones. Le gouvernement Ulmanis doit trouver refuge sur les bateaux de la coalition alliée (Britanniques et Français) qui organisent le blocus de Libau. La Division de fer repasse à l'offensive et a rapidement le dessus sur  les troupes bolchéviques, désorganisées et  mal entraînées. Le 22 mai 1919, les troupes allemandes prennent Rīga, où ils massacrent toutes les personnes soupçonnées de sympathie bolchéviques faisant 4 000 morts, en représailles de massacres perpétrés par les rouges sur de nombreux ressortissants allemands avant leur fuite.
Von der Goltz fait ensuite avancer la Landswehr et la Division de fer vers la Livonie, sous prétexte de chasser les bolchéviques, mais en réalité pour en découdre avec les forces lettones fidèles au gouvernement provisoire et leurs alliés estoniens. Au même moment la 3e division estonienne (en) qui vient de chasser l'Armée rouge du sud de l'Estonie avance en Lettonie. L'Estonie défend le gouvernement d'Ulmanis qu'elle estime le seul légitime. Le 5 juin les combats entre les deux forces débutent et se concluent le lendemain par la prise de Cēsis par la Landeswehr. Le 10 juin les Alliés obtiennent un cessez-le-feu mais les combats reprennent le même jour après l'échec des négociations.

## La bataille
Le 19 juin la Division de fer attaque les positions estoniennes près de Limbaži. Au début du combat la 3e division estonienne (en), qui comprend la Brigade lettone du Nord, dispose de 5 990 hommes d'infanterie et de 125 cavaliers. Les forces allemandes rassemblent entre 5 500 et 6 300 hommes d'infanterie, 500 à 600 cavaliers et dispose d'un avantage important en canons, mitrailleuses et mortiers. Les forces allemandes obtiennent des succès limités près de Limbaži mais sont repoussées par la suite. La Landeswehr déclenche une offensive générale le 21 juin et parvient à effectuer une percée au niveau de la position du 2e régiment letton de Cēsis près de la rivière Rauna. La situation est alors critique pour la 3e division estonienne mais l'offensive allemande est stoppée par l'intervention des 3 trains blindés estoniens et du bataillon de partisans de Kuperjanov. La Landeswehr continue d'attaquer à plusieurs endroits du front tandis que la 3e division estonienne reçoit des renforts. Le 23 juin le général estonien Ernst Põdder donne alors l'ordre à ses troupes de contrattaquer après avoir repoussé une dernière offensive allemande. Les forces estoniennes bousculent les troupes allemandes et reprennent la ville de Cēsis. Les Allemands entament leur retraite vers le sud.

## Les conséquences de la bataille de Wenden
L'armée allemande doit reculer jusqu'à Riga. Alors que le traité de Versailles est ratifié le 23 juin, les alliés imposent le rétablissement dans ses fonctions du gouvernement provisoire et un arrêt des combats. Les membres de la Division de fer qui ne sont pas nés en Lettonie doivent rentrer en Allemagne tandis que les unités allemandes d'origine autochtone sont placées sous commandement letton. Mais von der Goltz ne renonce pas et décide de se mettre au service des armées des Russes blancs. Il reconstitue en Courlande un corps d'armée de 24 000 hommes, composé de volontaires allemands, d'unités du 6e corps allemand et de 6 000 hommes de la Division de fer. Sous prétexte de soutenir l'offensive du général russe blanc Nikolaï Ioudenitch contre l'Armée rouge qui vise à prendre Petrograd, il fait marcher ses troupes en octobre 1919 sur Riga. Après avoir occupé les faubourgs défendus par de maigres effectifs lettons, il est finalement repoussé par les tirs des canons de la flotte alliée qui, exaspérée par le double jeu allemand, a décidé d'intervenir. Les corps francs, repoussés par les troupes lettones puis battus par les troupes lituaniennes le 11 novembre, se réfugient en Prusse en laissant derrière eux un sillage de destruction et de meurtres.